# 11798 Девідссон
11798 Девідссон (11798 Davidsson) — астероїд головного поясу, відкритий 16 березня 1980 року.
Тіссеранів параметр щодо Юпітера — 3,363.